# Vlag van Opsterland

Vlag van de gemeente Opsterland

De vlag van Opsterland is de vlag die op 10 april 1963 door de Nederlandse gemeente Opsterland werd aangenomen als de gemeentelijke vlag. De vlag werd door de Fryske Rie foar Heraldyk ontworpen vanwege een bezoek aan de gemeente door een delegatie uit Ra'anana.

## Omschrijving

Vlag van Zevenwouden

De vlag bestaat uit vier blokken: aan de broekingzijde (kant aan de vlaggenmast) in het kanton een rood vlak met daaronder een wit vlak. Naast het rode vlak een wit vlak met daaronder een groen vlak. Door de vier blokken wordt er ook verwezen naar de oude gouw Zevenwouden waar Opsterland deel van uitmaakte. De vlag van Zevenwouden was groen en wit geblokt. De vlag van Zevenwouden bestaat uit vijftien blokken wit en groen die over drie horizontale banen verdeeld zijn. 
De kleuren komen uit het gemeentewapen:
- Rood is afkomstig van de haas en hond die op het wapen staan
- Groen is van de vijf bomen
- De witte vlakken staan voor het zilver op het wapenschild, in de heraldiek staat zilver voor de kleur wit

## Dorpsvlaggen
Alle 16 dorpen in de gemeente Opsterland hebben een eigen dorpsvlag.

Vlag van Bakkeveen
Vlag van Beetsterzwaag
Vlag van Frieschepalen
Vlag van Gorredijk
Vlag van Hemrik
Vlag van Jonkersland
Vlag van Langezwaag
Vlag van Lippenhuizen
Vlag van Luxwoude
Vlag van Nij Beets
Vlag van Olterterp
Vlag van Siegerswoude
Vlag van Terwispel
Vlag van Tijnje
Vlag van Ureterp
Vlag van Wijnjewoude

Achtkarspelen · 
Ameland · 
Dantumadeel · 
De Friese Meren · 
Harlingen · 
Heerenveen · 
Leeuwarden · 
Noardeast-Fryslân · 
Ooststellingwerf · 
Opsterland · 
Schiermonnikoog · 
Smallingerland · 
Súdwest-Fryslân · 
Terschelling · 
Tietjerksteradeel · 
Vlieland · 
Waadhoeke · 
Weststellingwerf